# Dora Fišter Toš
Dora Fišter (Zagreb, 14. kolovoza 1978.) je hrvatska kazališna, filmska i televizijska glumica. Pohađala je osnovnu muzičku školu (klavir), zatim završila Školu primijenjene umjetnosti i dizajna u Zagrebu te diplomirala glumu na Akademiji dramske umjetnosti u Zagrebu. Od 2002. ima status samostalnog umjetnika. Bila je i braku sa slovenskom glumcem Tadejem Tošem s kojim ima dvije kćeri, Evu i Juliju.
Njezina baka kazališna je glumica Eliza Gerner, djed redatelj i glumac Tito Strozzi, a prabaka glumica Marija Ružička-Strozzi.

## Filmografija

### Televizijske uloge
- "Sjene prošlosti", red. Goran Rukavina, uloga: Ines Wagner (2024.)
- "Majstori", red. Sara Hribar, uloga: Gospođa Strujić (2022.)
- "Oblak u službi zakona", red. Snježana Tribuson, uloga: Maša (2022.)
- "Dnevnik plavuše", red. Tomislav Rukavina, uloga: Gabi (2010. – 2011.)
- "Bibin svijet", red. Aldo Tardozzi, uloga: Julija (2008.)
- "Dobre namjere", uloga: Marija Deverić (2007. – 2008.)
- "Odmori se, zaslužio si", red. Snježana Tribuson, uloga: Biba Kosmički #2 (2007. – 2010.) (2012. – 2013.)
- "Stilisti", pilot za televizijsku seriju, red. Aldo Tardozzi (2007.)
- "Luda kuća", red. Aida Bukvić, uloga: Koraljka (2005.)
- "Naša mala klinika", red. Branko Đurić, uloga: Liza Ljubić (2005.)
- "Duga mračna noć", uloga: Partizanka (2004.)
- "Naši i vaši", uloga: Medicinska sestra (2002.)
- "Život sa žoharima", pilot za televizijsku seriju, red. Suzana Ćurić (2000.)

### Filmske uloge
- "Prvi do srca - Ivo Gregurević", red. Branko Schmidt, uloga: Dora Fišter Toš (2019.)
- "Sve najbolje", red. Snježana Tribuson, uloga: Goga (2016.)
- "Crveno i crno", red. Željko Senečić, uloga: Boba (2006.)
- "Slučajna suputnica", red. Srećko Jurdana, uloga: Vanja Barbarić (2004.)
- "Nedjelja u Grazu", kratki, red. Željko Senečić (2003.)
- "Ne dao Bog većeg zla", red. Snježana Tribuson, uloga: Hana (2002.)

#### Filmske nagrade
Dobitnica je Vjesnikove diplome za prvu glavnu ulogu u filmu "Slučajna suputnica" na Festivalu igranog filma u Puli 2004.
Voditeljica programa Festivala igranog filma u Puli 2006., 2009. i 2010.

### Kazališne uloge
- William Shakespeare, "San Ivanjske noći", red. Aleksandar Popovski, Gradsko dramsko kazalište Gavella, Zagreb – uloga: Hermija, premijera 21. prosinca 2007. (nastupala tijekom 2010.)
- Georges Feydeau, "Buba u uhu", red. Steven Kent, Hrvatsko narodno kazalište u Varaždinu – uloga: Eugenie, premijera 29. siječnja 2007.
- Mihail Bulgakov, "Von Lamot od mača", red. Želimir Mesarić, Hrvatsko narodno kazalište u Varaždinu – uloge: Tonka, Marica i Milostiva Rodeš, premijera 9. studenoga 2007.
- George Orwell, "Živalska farma" (Životinjska farma), red. Damir Zlatar Frey, Slovensko narodno gledališče Maribor, premijera veljača 2006.
- Boris Senker, Tahir Mujičić, Nino Škrabe, "O'Kaj", red. Dražen Ferenčina, Glumačka družina Histrion (Zagrebačko histrionsko ljeto) – uloga: Mala košuta, premijera 21. srpnja 2006.
- Damir Zlatar Frey, "Krv i košute", red. Damir Zlatar Frey, Hrvatsko narodno kazalište u Varaždinu – uloga: Ester, premijera 17. studenoga 2006.
- Federico Garcia Lorca, "Krvava svadba", red. Nenni Delmestre, Slovensko narodno gledališče Maribor – uloga: Nevjesta, 18. veljače 2005.
- Miro Gavran, "Kreontova Antigona", red. Georgij Paro, Teatar Gavran, Zagreb – uloga: Antigona, premijera 3. listopada 2005.
- August Šenoa, "Ljubica", red. Georgij Paro, Glumačka družina Histrion (Zagrebačko histrionsko ljeto) – uloga: Ljubica, premijera 17. srpnja 2004.
- Dora Delbianco, "Prokleti ne idu na Bali", red. Marica Grgurinović, Hrvatsko narodno kazalište Ivana pl. Zajca Rijeka – uloga: Majka, premijera 10. listopada 2004.
- Jon Fosse, "Varijacije o smrti", red. Nenni Delmestre, Hrvatsko narodno kazalište Split – uloga: Kćer, premijera 10. travnja 2003.
- William Shakespeare, "Oluja", red. Nenni Delmestre, Hrvatsko narodno kazalište Split – uloga: Miranda, premijera 4. prosinca 2003.
- Zvjezdana Ladika, "Bajka o zlatorogom jelenu", red. Ivica Šimić, Kazalište Mala scena, Zagreb – uloga: čarobnica Koprivica, premijera 14. veljače 2002.
- William Shakespeare, "Romeo i Julija", red. Dražen Ferenčina, Glumačka družina Histrion (Zagrebačko histrionsko ljeto) – uloga: Julija, premijera 3. kolovoza 2002.
- Christiane F., "Mi djeca s kolodvora ZOO", red. Boris Kovačević, Zagrebačko kazalište mladih – uloga: Stella, premijera 20. rujna 2002.
- William Shakespeare, "Vesele ženske s Griča", red. Zlatko Vitez, Glumačka družina Histrion (Zagrebačko histrionsko ljeto) – uloga: Janica, premijera 20. srpnja 2001.
- Tena Štivičić, "Viteška priča" – 1. epizoda – "Parsifal" (Percival), red. Ivica Šimić, Kazalište Mala scena, Zagreb – uloga: Blancheflor, premijera 15. rujna 2001.
- Dejan Dukovski, "Bure baruta", red. Aleksandar Popovski, Satiričko kazalište Kerempuh, Zagreb – uloga: Svetle, premijera 14. siječnja 2000.

#### Kazališne nagrade
Za ulogu Svetle osvaja Nagradu Sabrija Biser mladom glumcu za uspjelo interpretiranu ulogu karakterne komike na 24. danima satire, 2000.

### Sinkronizacija
- "Remi i Bu" kao voditeljica vijesti i restoranska kritičarka (2022.)
- "Najgora vještica" kao Julie Hubble, Ethel Hallow, Geraldine Gullet, Narcissa Nightshade (S2), Ursula Hallow (S1), Pippa Pentangle, Zac Hawthorn i mini Hallow pretkinja #1 (2020.-2021.)
- "Učitelj Kess" kao Marie Louise Smulders, Hasna i njezina mama, Manon i njezina mama Mirjam, Lisa i njezina mama, vlasnica psa Teddyja, Tobiasova mama, Aukje, učiteljica matematike Pauline, Linfen, mušterija #1, Rashidina mama, Koenova mama, Lotte i Moeder Van Venderingen, Sofia Fanderlinden, doktorica, umirovljenica i konobarica (2020.)
- "Ekipa iz džungle: Povratak na ledenu ploču" kao pingvinke Ping i Pang (2019.)
- "Pustolovine Vilka i Tile" kao Tila

## Vanjske poveznice
- Internet stranica Dore Fišter  Arhivirana inačica izvorne stranice od 8. listopada 2012. (Wayback Machine)
- Dora Fišter u internetskoj bazi filmova IMDb-u (engl.)